# الإسلام والعلمانية

دور الدين أو الإسلام في البلدان ذات الأغلبية المسلمة على النحو المبين في الدساتير. بما في ذلك دول إسلامية أو علمانية.
دول علمانية
غير معلن
دين الدولة
دول إسلامية

العلمانية في الشرق الأوسط تشير إلى اتجاه إيديولوجي مقابل للتيار الثيوقراطي. وغالباً ما يستخدم لوصف فصل الدين عن الدولة، ومناهضة تطبيق الشريعة الإسلامية، وإلغاء ولاية رجال الدين. ألهمت فكرة العلمانية الكثير من العلماء المسلمين، إلا أنها اكتسبت دلالات سلبية في بعض بلدان الشرق الأوسط، وغالباً ما انتقد الخلط على أنها مناهضة للدين مع تدخل الاستعمار.

## التعريف

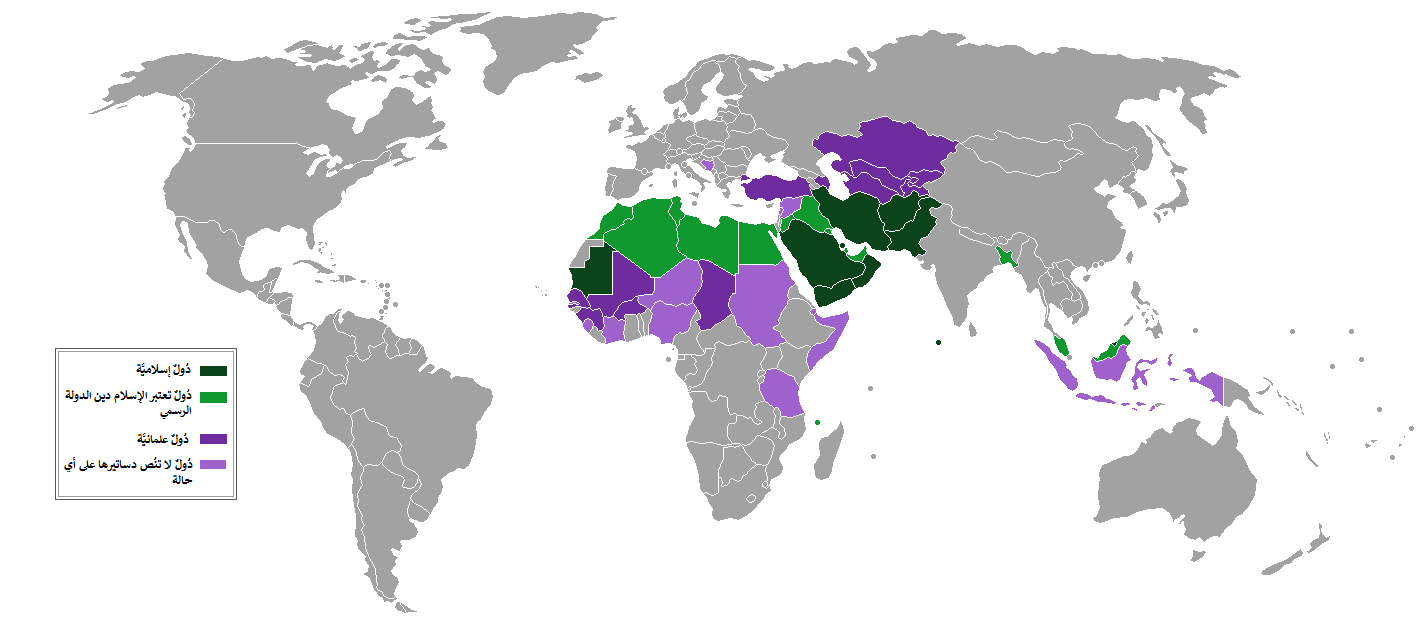
الدول التي يُشكِّل المُسلمون أغلب سُكَّانها وما تنُص عليه دساتيرها بخصوص علاقة الإسلام والدولة.

المقابل اللغوي العربي لكلمة Secularism الإنجليزية يترجم حرفيا «دنيوية»، وكان يستعمل هذا المصطلح كمصطلح لوصف العامة من غير رجال الدين قبل أن يتّخذ دلالة سياسية، وقد يظن البعض أن المصطلح في اللغة العربية لمعنى الكلمة هو العلمانية، وهي مشتقة من كلمة العالم، وهو المصطلح الذي يستخدمه بعض الكتاب لتجنب الارتباك، في حين يفضل البعض الآخر مصطلح الدنيوية على النقيض من «الدينية».
و مصطلح العلمانية هي ترجمة غير دقيقة، وغير صائبة لكلمة علمانية في الإنجليزية، أو Secularite أو Lauque بالفرنسية، وهذه الكلمة حسب أصلها في الاتينية لا علاقة لها بلفظ العلم ومشتقاته، على الإطلاق.
فلفظة العلم في الإنجليزية والفرنسية، يعبر عنها بكلمة علم، وأما المذهب العلمي، فيطلق عليه كلمة علموية، والنسبة إلى العلم هي لينكس علمي أو عالم (مهنة) في الفرنسية.
و التكوين اللغوي للفظة العلمانية فهو من خلال إضافة ياء النسب إلى مادة العلم وإضافة ألف ونون زائدتين، وذلك غير قياسي في اللغة العربية، بل سماعيا كما في نسبة رباني إلى رب، ثم شاع ذلك أخيرا في كلام المتأخرين، كقولهم: روحاني، نفساني، ونوراني، واستعملها المحدثون في عبارات، مثل: عقلاني وشخصاني، ومثلها علماني.
وأما الترجمة الدقيقة لكلمة العلمانية فهي اللادينية أو الدنيوية، فهي لا تقتصر على معنى يقابل الأخروية فحسب، بل بمعنى أخص، وهو ما لا صلة له بالدين أو ما كانت علاقته بالدين علاقة تضاد، وقد حصل ذلك اللبس في الترجمة بسبب اعتماد المترجمين المنطلق المسيحي الغربي الذي يعتبر العلم في مقابل الدين، وكونهما مفهومان متغايران متضادان، لايمكن الجمع بينهما، فالعلم والعقل، يقعان في مقابل الدين، والعلمانية والعقلانية، في الصف المضاد للدين.
وذكرت تعريفات متعددة للعلمانية أفضلها وأشهرها للفرنسي جان بوبيرو الذي شبه العلمانية بمثلث:«الضلع الأول فيه (وهو يتعلق بخاصية العلمانية) هو عدم تسلط الدين (أو أي نوع آخر من المعتقدات) على الدولة، ومؤسسات المجتمع والأمة والفرد، والضلعان الآخران من المثلث هما: حرية الضمير  والعبادة، والدين، والعقيدة، وذلك في التطبيق المجتمعي وليس كمجرد حرية شخصية باطنية، والمساواة في الحقوق بين الأديان والمعتقدات؛ مع ضرورة تطبيق هذه المساواة واقعيا ومجتمعيا».
ويوجد هذا التعريف كنصوص في كثير من دساتير العالم. ومن ذلك الدستور العراقي لعام 2005 الذي استمدت مواده من الدين الإسلامي بعنوانه المصدر التشريعي الأول، كما يوجد أيضا في لوائح وقوانين حقوق الإنسان والإتفاقيات الدولية.

## التاريخ
كان البعثيون وغير المسلمين العرب والليبراليون من أوائل المؤيدين للمبادئ العلمانية في بلدان الشرق الأوسط وهم الذين سعوا لإيجاد حل لمجتمع متعدد الطوائف والسكان، والأخذ بيد المجتمع نحو التطور والحداثة.
أحد الأعمال الأكثر إثارة للجدل في ذلك الوقت هو عمل لعلي عبد الرازق، أحد علماء الشريعة الإسلامية، والقاضي الذي أثار جدلاً كبيراً في كتابه «الإسلام وأصول الحكم» في عام 1925، الذي صرح فيه لأول مرة في التاريخ الإسلامي بأنه لا يوجد في النصوص الإسلامية المقدسة ما يلزم المسلمين باتباع نموذج الخلافة بالحكومة الدينية، وأن بإمكانهم اختيار النظام السياسي الذي يناسبهم. وقد سبب هذا الكتاب جدلاً حاداً وخصوصاً أنه أوصى بأن الدين يمكن أن ينفصل عن الحكومة والسياسة. وقد أقيل عبد الرازق في وقت لاحق من منصبه في الأزهر. وعلق روزنتال عليه بقوله:

لأول مرة نرى ثبات على المبدأ، وتمسكاً نظرياً ومطلقاً بمعنى الكلمة، وشخصية دينية لا مثيل لها في الإسلام 

والحال أن مصطلح علمانية اكتسب دلالة سيئة في العالم الإسلامي بعد إقامة النظام السياسي العلماني في تركيا في عام 1924 على يد مصطفى كمال أتاتورك.

## التأثيرات

### النفوذ الاستعماري الغربي
عندما أنشئ الحكم الاستعماري في دول الشرق الأوسط، بدأت عملية العلمنة تتوسع في دول المسلمين. وبالتالي جاء الاستعمار الأوروبي الذي ساد المنطقة بالفكر العلماني وساد هذا الاستعمار الأوروبي طبقا لعملياته وإجراءاته الخاصة.[وفقًا لِمَن؟]
«كان ينظر إلى الحداثة على أنها جزء من التراث الذي تركه الاستعمار الأوروبي الذي ترتكبه النخبة ذات الأصول الغربية الذي فرضت وعززت عمليات التغريب والعلمنة».
حلت القوى الاستعمارية في كثير من الحالات محل المؤسسات السياسية والمؤسسات الاجتماعية والمؤسسات الاقتصادية والمؤسسات القانونية والمؤسسات التعليمية للسكان الأصليين. على سبيل المثال، في العديد من البلدان المستعمرة السابقة في الشرق الأوسط تم تغيير «الكُتاب» أو «المدارس الدينية» (المدارس القرآنية أو الإنجيلية) إلى مدارس تشبه تلك الموجودة في الغرب. الحكومة الاستعمارية الفرنسية غيرت نظام التعليم إلى النموذج العلماني (كما كان حال نظام التعليم في فرنسا) في حكومات الوصاية في المغرب العربي. اعتقد المستعمرين اعتقاداً راسخا بأن نظامها العلماني هو أكثر حداثة وكفاءة وتقدمية من الممارسات التي كانت سائدة في دول الشرق الأوسط في ذلك الوقت. وبطبيعة الحال، كانت لهذه التغييرات عدة عواقب بعيدة المدى من الناحية الاجتماعية خاصة على النساء ووضعت هذه التغييرات الأساس للحركة العربية العلمانية التي تفصل رجال الدين عن شؤون الحكومة، والتعليم والقانون والعدل.
نتيجة لذلك، «أصبح مفهوم الملك العام والسياسية والعلوم الاجتماعية من خلال منظوره الدينى منظوراً هامشياً واستعيض عنه بمنظور جديد مبني على التحديث والزمانية والأيديولوجيات والأخلاق والتطور والسياسية العلمانية». وقد شكل هذا تحدياً لبعض الحكومات التي لم يكن لديها خيار سوى أن تغيير في وجه هذا التحدي العظيم. وبسبب هذا التغيير، صورت هذه التجربة العلمانية على أنها هوية أجنبية.

### النفوذ الشيوعي
نظراً لتراجع الشيوعية وراعيها الرئيسي الاتحاد السوفياتي، فمن السهل التقليل من دور النفوذ الشيوعي في منطقة الشرق الأوسط في التاريخ الحديث.[بحاجة لمصدر]
فُتِحَت مفوضية الشؤون الإسلامية في عام 1918 برعاية الاتحاد السوفياتي، التي عارضت بشدة القوى الاستعمارية في الشرق الأوسط وحكومات الوصاية الأجنبية. هذا لا يعني أن الفكر الشيوعي لم يكن موجوداً في الشرق الأوسط قبل هذه النقطة، إلا أنه كان من شأن هذا النفوذ الشيوعي (برعاية الاتحاد السوفياتي) توسيع نفوذ الشيوعيين في الشرق الأوسط على عكس الحركات السياسية المنظمة غير الشيوعية.[بحاجة لمصدر]
شُكِّلت الأحزاب الشيوعية الأولى في الشرق الأوسط في 1920s وبدأت تلعب دوراً رئيسياً في النضال ضد الاستعمار، والترويج لروح الشعب فيما يتعلق بحقوق العمال. وقد لعبت دوراً هاماً في القتال ضد الفاشيين خلال الحرب العالمية الثانية وشاركت في الحركة الدولية للسلام.
وكان من الأسباب الرئيسية لنجاح الحركة الشيوعية أنها كانت شبكة منظمة تنظيماً جيداً من جميع الأطراف في مختلف البلدان التي وفرت الدعم لبعضهما البعض وساهمت هذه الشبكة من تمكين تلك المنظمات الشيوعية لتصبح منافساً فعالاً ضد القهر، وأصبحت الشيوعية واحدة من المكونات الرئيسية للقومية العربية وكان هذا بارزاً خلال فترة حكم جمال عبد الناصر في مصر حيث وقف الشيوعيون المصريون جنب بجنب. ورغم أن الحركة الشيوعية كانت في كثير من الأحيان من المؤيدين البارزين للقومية العربية، كانت هذه العلاقات الدولية بين الدول ذات الميول الشيوعية التي سمحت لها أن تكون مثل هذه القوة العظمى، كانت هذه العلاقات تستخدم أيضا من قبل الأنظمة المعارضة وإلى حدما من قبل أطراف ثالثة خلال الحرب الباردة. وخير مثال على هذا هو الحزب الشيوعي العراقي الذي كان مضطهداً من قبل صدام حسين، ومن الإسلاميين لسياساته العلمانية ومن قبل الولايات المتحدة خلال فترة الحرب الباردة.

## حركات علمانية

### تركيا
كانت العلمانية في تركيا مثيرة وبعيدة المدى لأنها كانت تحاول ملأ الفراغ الذي سببه سقوط الإمبراطورية العثمانية بعد الحرب العالمية الأولى حيث قاد مصطفى كمال أتاتورك ثورة سياسية وثقافية في تركيا.
«اتخذت الحداثة الرسمية التركية شكل أساسه إنكار للنظام الإسلامي العثماني والاعتماد على النظام الغربي للتحديث ولكن على غرار تركي».
سيطرت الثورة الأتاتوركية في عام 1924 على جميع السلطات الإسلامية بشكل كامل ومطلق وحولت الدولة إلى دولة علمانية، وقامت بإضفاء الطابع المؤسسي على العلمانية جلب جميع الأنشطة الدينية المشاركة في الحياة الاجتماعية بعد تحويلها إلى وظائف ومهام حكومية رسمية. وكانت بعض أوجه هذا التغيير:
- إلغاء الخلافة العثمانية.
- حظر النزل الدينية والطرق الصوفية.
- إحلال القانون المدني العلماني محل القانون الإسلامي (الشريعة) وبالتالي تجريم جميع أشكال تعدد الزوجات، وإلغاء الزواج الديني، ومنح حقوق متساوية للرجال والنساء سواء في مسائل الإرث والزواج والطلاق، كذلك تم منع لبس الحجاب باماكن العمل الحكومية وكذلك منع الفتيات من ارتداء الحجاب في المدارس والجامعات.
- ألغيت أنظمة المحاكم الدينية ومؤسسات التعليم الديني.
- حظر استخدام الدين لأغراض سياسية.
- أطيحت المادة التي تنص على إسلامية الدولة التركية من الدستور، وغيرت الأحرف الأبجدية من اللغة العربية إلى الأبجدية الاتينية.
- تم نقل جزء من النشاط الديني إلى اللغة التركية، بما في ذلك الأذان الذي استمر باللغة التركية حتى عام 1950.[15]

كانت القومية العلمانية التركية تتحدى باستمرار كل من الإسلاميين والأكراد والماركسيين طوال القرن العشرين. ورغم أن نسبة كبيرة من المواطنين الأتراك لا يزالون يؤمنون بضرورة علمانية الدولة[بحاجة لمصدر]، إلا أن حركات الإسلاميين السياسيين الجدد بدأت تكتسب شعبية منذ منتصف الثمانينات، مثل حزب الرفاه[بحاجة لمصدر]. وتمت مهاجمة هذه الأحزاب والمجموعات على أنها مخالفة لقوانين الدولة العلمانية والتي تمنع على سبيل المثال ارتداء الحجاب في المؤسسات العامة إلا أن هذه الحركات والأحزاب نجحت منذ ذلك الحين وبشكل متقطع في بعض الأحيان بالوصول إلى قمة هرم السلطة في تركيا سواءً برئاسة الدولة أو رئاسة الوزراء، حيث يحاول الإسلاميون الجدد إثبات حفاظهم على علمانية وديمقراطية الدولة بشكل لا يتعارض مع مبادئهم واعتقاداتهم الدينية.
على الرغم من الانقلابات العسكرية في السنوات الثلاثين الماضية (1960، 1971، 1980)، فإن الاتحاد الأوروبي اشترط لانضمام تركيا إليه وجود ديمقراطية حقيقية على أرض الواقع مدعومة من قبل المجالس والهيئات الرسمية في الدولة (تركيا واحدة من الدول ذات الغالبية المسلمة النادرة التي توجد بها انتخابات حرة تشارك فيها أطراف متعددة وتوجد بها حرية التعبير إلى حد ما).

### إيران
لقد كان رضا شاه بهلوي الشخصية السياسية المهيمنة في البلاد في أعقاب الانقلاب العسكري 21 شباط/فبراير 1921.اقترح وأقنع ودعم رجال الدين في إيران رضا شاه بهلوي تولي دور الشاه خوفا من أن تأثيره يمكن أن يقلل من أهميتهم.
1925 - 1941: بدأ رضا شاه بهلوي بإجراء بعض التغييرات الهائلة في المجتمع الإيراني لنية تحديث المجتمع الإيراني وإزالة الطاقة من رجال الدين في إيران. أمر رضا شاه بهلوي بتغيير المدارس الدينية في التعليم العام وبناء أول جامعة في إيران ومنع ارتداء الحجاب في الأماكن العامة. ومع ذلك، فكان نظام رضا شاه بهلوي غير ديمقراطي إلى حد ما حيث أزال سلطة مجلس الشورى (البرلمان الأول في عام 1906)، وضيق على حرية التعبير.
1951 - 1953: قرر رئيس مجلس الوزراء الدكتور محمد مصدق خلال وقت مبكر من 1950s تشكيل حكومة علمانية لها جدول أعمال اشتراكي وكان من أحد أهدافها الحد من سلطة رجال الدين ولكن بريطانيا اعتبرت خططة محمد مصدق لتأميم صناعة النفط خطوة خطيرة جدا قد تأثر على اقتصادها فقامت بريطانيا بمساعدة من وكالة الاستخبارات المركزية الأمريكية (التي كانت قلقة من انتشار الفكر الشيوعي) بدعم الانقلاب على حكومة محمد مصدق الديمقراطية وحلت مكانها حكومة محمد رضا بهلوي.
1962 - 1963: قدم شاه تغييرات جذرية بما كان يسمى الثورة البيضاء عن طريق استخدام مفهوم التحديث. تم إدراج عددا من التغييرات خلال تلك الفترة التي ساهمت إلى حد ما في وضع إيران على الطريق لتصبح دولة علمانية رأسمالية ناجحة:
- حقوق العمال
- إصلاح الأراضي استنادا إلى المعايير الدولية
- حق المرأة في الاقتراع
- اتخاذ مزيد من الإجراءات للحد من سلطة رجال الدين.

1963 - 1979: بدأت تلك التغييرات أن تؤتي ثمارها في إيران. فقد شهدت إيران نموا اقتصادياً سريعاً ولكن وتيرة التغيير الهائل أدت من نفور كثير من المعارضين السياسيين للشاه، فقرر الشاه أن يسحق أي معارضة له عن طريق استخدام منظمة المخابرات والأمن القومي. قررت المعارضة بجميع أشكالها أن تنظم وتنضم وراء آية الله الخميني على الرغم من تحسينات البنية التحتية والاقتصادية الجديدة. أطيح بالشاه خلال وقت متأخر من 1970s من خلال الثورة الإيرانية الإسلامية (1979).
لا توجد حالياً أية حركة علمانية في إيران في الوقت الحاضر وإذا وجد أي حراك مشابه يحاكم أعضائه على أساس أنهم من «الزنادقة» و«المرتدين» من قبل الطبقة الحاكمة، وبالتالي لا يمكن التغاضي عنها[بحاجة لمصدر]. الحكومة الإيرانية تعتبر أنها دولة إسلامية وديمقراطية لكنها تعتبر من قبل منظمات ومعارضين دولة دكتانورية استبدادية غير ديمقراطية[بحاجة لمصدر].

### تونس
قامت حكومة تونس في مرحلة ما بعد الاستقلال بتنفيذ برنامجها المبني على أسس العلمنة والتحديث تحت قيادة الحبيب بورقيبة (1956-1987).
يعتبر الحبيب بورقيبة واحدا من أهم الاستراتيجين السياسيين العلمانيين في العالم العربي الذين أعلنوا علمانيتهم على الناس. فلقد قام بورقيبة بتعديل القوانين المتعلقة بالأوقاف (الأوقاف الدينية)، وإصلاح التعليم، ووَحَدَ النظام القانوني حتى يتسنى لجميع التونسيين (بغض النظر عن الدين) أن يخضعوا لمحاكم الدولة ذات القانون المدني. حد بورقيبة أيضا من نفوذ رجال الدين في جامعة الزيتونة واستعاض عنهم بالعلماء في كل المجالات بما فيها علم الإلهيات الذي تم دمجه في جامعة تونس. وحظر بورقيبة أيضا من ارتداء الحجاب بالنسبة للنساء وجعل أعضاء رجال الدين من موظفي الدولة وأمر بالنفقات لصيانة المساجد وتنظيم رواتب رجال الدين.
وعلاوة على ذلك، أصدرت في عهده قوانين حداثية للأسرة عرفت باسم مجلة الأحوال الشخصية. وبها تم تنظيم المسائل المتصلة بالأسرة مثل: الزواج والوصاية على الأطفال والميراث وإلغاء تعدد الزوجات وجعل الطلاق يخضع للمراجعة القضائية.
على الرغم من انه كان حريصا على تحديد التغييرات التي أرادها في إطار من القراءة الحداثية للإسلام وقدم تلك التغييرات على أنها منتج من الاجتهاد (تفسير مستقل) وليس قطيعة مع الإسلام. قال جون اسبوزيتو «كان الإسلام يمثل الماضي وكان الغرب يمثل الأمل الوحيد لمستقبل حديث ومتطور في تونس من وجهة نظر بورقيبة» 
جاءت الحركات الإسلامية في العام 1970s بسبب تزايد المشكلات الاقتصادية[بحاجة لمصدر] وانتعاش التعليم الديني في جامعة الزيتونة ونفوذ رجال الدين العرب كأعضاء الإخوان المسلمون في سوريا والإخوان المسلمون في مصر.
أصبح التعايش بين بورقيبة والإسلاميين مستحيل في أعقاب الصراع بينهم فقرر بورقيبة قمع كل أشكال المعارضة وتم نفى واعتقال واستجواب القيادات الإسلامية.
في نهاية عام 2010 وبداية 2011 قامت ثورة شعبية في تونس أدت إلى هرب الرئيس زين العابدين بن علي إلى جدة، وتولى الحكم بعده حكومة انتقالية ريثما تجرى انتخابات تحدد الرئيس القادم.تم إصدار دستور تونس بعد الثورة يتضمن قوانين ديموقراطية إضافة إلى حرية المعتقد والضمير والفكر وحرية الصحافة وهو يعتبر دستورا تقدميا

### مصر
بدأت أول تجربة للعلمانية في مصر مع الاحتلال البريطاني (1882-1952) واتاحت تلك الظروف نقاش وجهات النظر المختلفة بين المصريين المؤيدين للعلمانية والمخالفين لها. استطاع العلمانيون مثل يعقوب صروف وفارس نمر ونقولا حداد الذين طلبوا اللجوء السياسي من الإمبراطورية العثمانية نشر أعمالهم في مصر في ذلك الوقت وتلك البيئة. أصبح هذا النقاش في هذه القضية موضوعاً ساخناً حيث طبع كتاب في ذلك الوقت للشيخ المصري علي عبد الرازق، أحد علماء الشريعة الإسلامية، والقاضي الذي أثار جدلاً كبيراً في كتابه "الإسلام وأصول الحكم الذي يعتبر وثيقة بالغة الأهمية في هذه المناقشة الهامة والفكرية والدينية في التاريخ الإسلامي المعاصر.
كان في مصر أول كيان سياسي علماني بحلول العام 1919 تحت اسم الحزب العلماني الذي غير اسمه فيما بعد إلى حزب الوفد. جمع حزب الوفد بين السياسات العلمانية التي لها جدول أعمال قومي وكان يحظى بدعم غالبية المصريين وكان حزب الوفد ضد كل من حكم الملك والنفوذ البريطاني. أيد حزب الوفد الحلفاء خلال الحرب العالمية الثانية وشرع بعد ذلك في الفوز في انتخابات 1952 البرلمانية. وعقب هذه الانتخابات أطيح برئيس الوزراء من قِبل الملك مما أدى إلى أعمال شغب. عجلت هذه الاضطرابات الانقلاب العسكري الذي أصبحت جميع الأحزاب السياسية بعده محظورة بما في ذلك حزب الوفد والإخوان المسلمين.
وجاءت الحقبة الناصرية، ومن العناصر الرئيسية للناصرية:
- علمانية قومية اشتراكية دكتاتورية: حظر ومنع جميع الحركات الدينية أو غيرها من الحركات السياسية.
- الحداثة.
- تحويل مصر لتكون دولة صناعية.
- التركيز على القيم العربية بدلا من القيم الإسلامية.

بعد وفاة عبد الناصر، قام خلفه أنور السادات (1970-1981) بتنبي سياسة التحرير الاقتصادي وقام الرئيس أنور السادات بتوقيع اتفاقات السلام مع إسرائيل، الاتفاقية التي كانت الأولى من نوعها في أي بلد شرق أوسطي ويرى بعض المؤرخون أنه حافظ على سياسة الحكومة العلمانية[بحاجة لمصدر] بينما يرى أخرون أنه لم يحافظ على سياسة الحكومة العلمانية بدليل أنه أضاف المادة الثانية من الدستور المصري التي تقول أن «الإسلام دين الدولة، واللغة العربية لغتها الرسمية، ومبادئ الشريعة الإسلامية المصدر الرئيسي للتشريع».
قام السادات بملاحقة مكثفة للمعارضة السياسية له حتى اغتياله وتولى محمد حسني مبارك رئاسة جمهورية مصر العربية باستفتاء شعبي بعد ترشيح مجلس الشعب له وكان يواجه مسألة الحفاظ على عدم تمكن الإسلاميين من الحكم مع الحفاظ على قاعدة الشعب المؤيدة له خلال زيادة الضغط على مصر لتكون ديمقراطية.
في بداية عام 2011 قامت ثورة شعبية ضده تطالب بخلعه من الحكم وإعادة وضع دستور جديد لمصر. وتمكنت التيارات الإسلامية وعلى رأسها الإخوان المسلمون من الحصول على أغلبية كبيرة في البرلمان بغرفتيه الشعب والشورى، حيث تشكلت جمعية تأسيسية لوضع دستور جديد للبلاد، شمل في مادته الثانية على أن «مبادئ الشريعة الإسلامية هي المصدر الرئيسي للتشريع ..» وهي ذات المادة التي كانت موجودة في الدستور المصري قبل ثورة 25 يناير. وشكل في مادته الثالثة استقلال الأزهر، كما نص في المادة 219 على مذهب أهل السنة والجماعة فتقول المادة:«مبادئ الشريعة الإسلامية تشمل أدلتها الكلية، وقواعدها الأصولية والفقهية، ومصادرها المعتبرة، في مذاهب أهل السنة والجماعة».
كما انتُخِبَ د.محمد مرسي -رئيس حزب الحرية والعدالة الذراع السياسي للإخوان المسلمين- رئيسًا للجمهورية بحصوله على غالبية أصوات من قاموا بالتصويت في الانتخابات التي جرت في 2012.
في 30 يونيو 2013 خرج ملايين المصريين في مظاهرات في القاهرة وعدة مدن مصرية في الذكرى الأولى لتولي محمد مرسي حكم البلاد مطالبة بإسقاطه وإسقاط حكم جماعة الإخوان المسلمين، تلاها تدخل من الجيش المصري بتنحية محمد مرسي عن الحكم وهو ما اعتُبرِ انقلابا، ثم وُضِعَت حكومة مؤقتة ورئيس مؤقت هو المستشار عدلي منصور وحُظِرت جماعة الإخون المسلمين والقبض على مسؤوليها.
شُكِّلت لجنة الخمسين لوضع دستور جديد للبلاد لم يختلف كثيراً عن الدساتير السابقة لكنه جعل «المواطنين المصريين متساويين في الحقوق والواجبات، وذلك بعد أن كفلت مواده حرية الاعتقاد المطلقة، وحرية ممارسة الشعائر الدينية.» كما تم القيام بانتخابات رئاسية حيث جرت المنافسة بين حمدين صباحي والمشير عبد الفتاح السيسي انتهت بحصول الأخير على غالبية أصوات من قاموا بالتصويت.

### سوريا
ظهرت العلمانية في سوريا تحت الانتداب الفرنسي لسوريا في العشرينات من القرن العشرين، ومضت بشكل مستمر في ظل الحكومات المختلفة منذ الاستقلال. حكم سوريا حزب البعث العربي الاشتراكي السوري منذ عام 1963. يجمع نظام حزب البعث العربي الاشتراكي بين الاشتراكية العربية بإيديولوجية علمانية ونظام سياسي استبدادي. يضمن الدستور السوري الحرية الدينية لكل الطوائف الدينية المعترف بها، بما في ذلك العديد من الطوائف المسيحية.
تدير الحكومة معظم المدارس في الدولة وفي هذه المدارس لا يمنع تعليم دين سواء كان هذا التعليم الديني إسلامي للمسلمين أو المسيحية للمسيحيين. أما المفاهيم المتطرفة للإسلام فتقابل بعدم التسامح من جانب الحكومة. النظام القانوني السوري مبني في المقام الأول على أساس القانون المدني وهو متأثر كثيرا بفترة الحكم الفرنسي. بل النظام القانوني السوري أيضا جزء من القانون المصري الذي وضع أيام الرئيس المصري السابق جمال عبدالناصر (الذي رفض نظام الملة العثماني ولم يأخذ الكثير من الشريعة).
لقد تم منع الحجاب في سوريا من قبل رفعت الأسد في الأماكن العامة والدوائر الحكومية أثناء الانقلابات التي حصلت منذ الثمانينات قرن العشرين، ولم يدم منعه فترة طويلة[بحاجة لمصدر]. كان وراء هذه الانقلابات بعض الجماعات الإسلامية كجماعة الإخوان المسلمون في سوريا[بحاجة لمصدر].
لدى سوريا محاكم علمانية ودينية منفصلة عن بعضها. القضايا المدنية والجنائية يتم التعامل معها في المحاكم العلمانية، في حين أن المحاكم الشرعية تتعامل مع القضايا الشخصية والعائلية والشؤون الدينية بين المسلمين أو بين المسلمين وغير المسلمين. الطوائف غير المسلمة لديها محاكمهم الدينية الخاصة بهم التي يتم استخدام القانون الديني لهم فيها.

### الكويت
في الكويت مع بداية العمل بالدستور الجديد عام 1961 كان هناك خلاف على المادة الثانية من الدستور بأن تكون المادة الدين الإسلامي هو المصدر الرئيسي للتشريع أو الدين الإسلامي مصدر رئيسي للتشريع فتمت الموافقة على ان يكون مصدر رئيسي وليس المصدرالرئيسي.[بحاجة لمصدر] وكان أعضاء المجلس التأسيسي الكويتي قد تم اختيارة عن طريق الانتخاب. توجد حاليا لجنة «تحارب الفكر العلماني» في الكويت وهي «لجنة استكمال تطبيق الشريعة الإسلامية».[بحاجة لمصدر]
ويوجد العديد من الكتل تتبنى الفكر العلماني[بحاجة لمصدر] مثل "كتلة العمل الوطني" و"المنبر ولهم أعضاء في البرلمان مثل النائب عبد الله النيباري وأحمد الربعي وعلي الراشد وأسيل العوضي وعادل عبد العزيز عبد الله صالح الصرعاوي وهناك أساتذة في جامعة الكويت يدعون للفكر الليبرالي مثل الدكتور أحمد البغدادي وهناك أعضاء بالحكومة مثل الدكتورة موضي الحمود وسعد بن طفلة.

### العراق
أصبح العراق دولة علمانية في عام 1932 بعد الاستقلال. على الرغم من قيام النظام البعثي فيما بعد بمنع زيارة الأربعين وضرب المراقد المقدسة للشيعة بقيادة صدام حسين.
على الرغم من ذلك فقد قام حزب البعث عام 1993 بإجراء الحملة الإيمانية بإشراف عزة الدوري التي تخوف منها برزان قائلا أن الجماعات الإسلامية التي يرغب صدام في استرضاءها سوف تسعى في نهاية المطاف إلى أن تحل محله وتنصيب أنفسها مكانه، زاعماً أنه في هذه الأثناء أن أي تحالف مع السلفيين من شأنه أن يزيد تنفر الشيعة العراقيين.
استمرت العلمانية في العراق حتى حرب الخليج الثالثة وسقوط بغداد بيد قوات التحالف وإزاحة حزب البعث العربي الإشتراكي، إذ تلى ذلك بسنتين تأسيس الإسلام كدين للدولة بعد تبني دستور عراقي جديد عام 2005.

## النساء العلمانيات
النساء ذوات الميول العلمانية لا يدعمن الشريعة كالمصدر الرئيسي للتشريع، وإنما يفضلن دعم القانون المدني وقرار حقوق الإنسان بالصيغة التي اعتمدها الأمم المتحدة كالمصدر الرئيسي للتشريع. الدكتورة عزة كرم، على سبيل المثال، تصف النسوة العلمانية على النحو التالي: «النساء العلمانيات يعتقدن اعتقادا راسخا في شرح وبناء خطابهم خارج نطاق أي دين (سواء كان ذلك الديانة الإسلامية أو الديانة المسيحية أو الديانة اليهودية) ووضعه بدلا من ذلك في إطار حقوق الإنسان الدولية. انهن لا» يضيعن وقتهن«في محاولة للتوفيق بين الخطابات الدينية مع مفهوم والإعلانات ذات الصلة بحقوق الإنسان. لهن دين يحترمنه كمسألة خاصة بين الإنسان وربه. ولكنهن يرفضن تماما اعتماد (أي الدين) كأساس لصياغة أي جدول الأعمال بشأن تحرير المرأة. لهذا السبب فإنهن يتجنبن التعرض لمناقشات عقيمة حول وضع المرأة في الدين.».
ولكن توجد تباينات فيما يتعلق بتفسير ومظاهر العلمانية في السياسة المتعلقة بالمرأة وأنماط الحياة ولكن معظمهن متحديات في معارضتهن لإقامة دولة إسلامية (من أسباب اعتراضهن على سبيل المثال إجبار الدول الإسلامية النساء على ارتداء الحجاب) وكذلك متحديات أن الدين لا ينبغي خلطه مع السياسة. الدكتورة سهام ك. (عضوة في (التحالف العربي من أجل المرأة)) قالت: «أنا واحدة من الناس الذين يعتقدون أن الإسلام يجب أن يكون مفصول عن الحقوق المدنية والحقوق السياسية والحقوق الاقتصادية. أما كون مصر دولة إسلامية فهو خيار يحدده الشعب المصري وينبغي أن تظل هذه مسألة شخصية. ولو قررت مصر أن تكون دولة إسلامية فلا ينبغي ذلك أن يتعارض مع حقوق المرأة ولا ينبغي أن يتعارض ذلك مع حرية الاعتقاد لأن حرية الاعتقاد هو جزء لا يتجزأ من حقوق الإنسان وإن لا يمكن لدين أن يكون جزءا من وجهة نظر سياسة أو مستقبلية.وهذا سيناريو أخر تماما. أنا أريد أن يفصل الدين بعيدًا عن السياسة الفعلية.».
عموما، النساء العلمانيات الناشطات يدعين إلى المساواة التامة بين الجنسين ومحاولة لطرح أفكارهن عن حقوق المرأة خارج الأطار الديني. وهن يرين أن الحركة الإسلامية بأنها عقبة أمام تحقيق المساواة بين أبناء الشعب الواحد. وهم يجادلون بأن العلمانية مهمة لحماية الحقوق المدنية.

## الحجج المعارضة للعلمانية

### العلمانية والإسلام
يعتقد الإسلاميون أن الإسلام يجمع بين الدين والسياسة وأن القيم السياسية المعيارية يتم تحديدها حسب النصوص الإلهية. ثمة من يقول ان الجهود العلمانية والحداثية على مر التاريخ حالة المساندة للسياسة العلمانية ليست أكثر من وثنية وكفر وردة وإلحاد. «أولئك الذين شاركوا في السياسة العلمانية كانوا يرفعون علم الثورة ضد الله ورسوله».

يستنكر علماء المملكة العربية السعودية العلمانية ويقولون أن التقاليد الإسلامية «تمنع العلمانية منعا باتا». حيث أصدرت المديرية العامة للإفتاء في المملكة العربية السعودية بيان تقول فيه 
وصدرت عددا من المبادئ المحددة التي تعتبرها «انحرافا خطيرا» عن مبادئ الإسلام ويجب معاقبة صاحبها أو المؤمن بها وفقا للشريعة الإسلامية. على سبيل المثال:
- من يعتقد بأن القوانين التي تصدر الإنسان والدساتير تسمو على أحكام الشريعة الإسلامية.
- من يرى أن الإسلام يقتصر على علاقة الفرد مع الله وليس له أي علاقة مع الشؤون اليومية للحياة.
- من لا يوافقون على تطبيق الحد (العقوبات الشرعية التي قررها الله) إذا كانت تتعارض في العصر الحديث.
- من يحل ما حرم الله هو كافر.[46]

على حد تعبير الدكتور طارق البشري: «لا يمكن أن تتوافق العلمانية والإسلام إلا عن طريق التلفيق (أي الجمع بين مذاهب أكثر من مدرسة واحدة أي التزوير) أو ابتعاد كل منهما عن معناه الحقيقي.» 
قد تم ذم وتهديد وضرب وحتى قتل علمانيون من قبل إسلاميين متشددين. حالة الكاتب فرج فودة الذي اتهم من قبل الإسلاميين بانه مرتد عن الإسلام ووكيل للقوى الغربية وثقافتها التي أسفرت عن اغتياله.
"إن فرج فودة بما قاله وفعله كان في حكم المرتد، والمرتد مهدور الدم، وولي الأمر هو المسئول عن تطبيق الحد، وأن التهمة التي ينبغي أن يحاسب عليها الشباب الواقفون في القفص ليست هي القتل، وإنما هي "الافتئات على السلطة". 

### العلمانية والاستبداد
هناك علاقة بين العلمانية والقمع في الشرق الأوسط[بحاجة لمصدر] حيث أن انتشار الاصولية الدينية (إسلامية أو مسيحية أو يهودية أو هندوسية) يجعل القادة العلمانيين أكثر سلطوية وقمعية. في الوقت نفسه زيادة القمع من جانب الحكومة يجعل المجتمع ضذ العلمانية مما يجعل من المعارضة الاصولية أكثر شعبية في منطقة الشرق الأوسط. ويجادل البعض بأن سبب هذا الاستبداد يمكن أن يعزى إلى رغبة الحكام المستبدين إلى تقوية سلطتهم وإيمانهم بضرورة إحراز إصلاحات اجتماعية على حسب قولهم[بحاجة لمصدر]. وكانت نتيجة هذا الاستبداد أن ذهب العديد في البلدان العربية الإسلامية إلى المسجد باعتباره المكان الوحيد للتعبير عن المعارضة السياسية. بعض العلماء مثل فالي نصر الذي قال بأن النخب العلمانية في العالم الإسلامي قد فرضت من قبل القوى الاستعمارية للحفاظ على الهيمنة الاستعمارية.
يربط كثير من الناس أيضا بين العلمانية مع الأنظمة العسكرية مثل تلك الموجودة في تركيا والجزائر. نجحت الجبهة الإسلامية للإنقاذ في ديسمبر 1991 الانتخابات في الجزائر  ونجح حزب الرفاه في انتخابات عام 1995 في تركيا. وقد كانت كل من هذه الأطراف هي مثال على الأحزاب الإسلامية.واجه كل من هذه الأحزاب مع الانقلابات العسكرية من أجل حماية العلمانية. حيث اضطرت حكومة حزب الرفاه في تركيا إلى الاستقالة من منصبها تحت ضغط الجيش التركي في شباط/ فبراير 1997 بسبب التدخل العسكري الذي يسمى باسم «انقلاب ما بعد الحداثة», أما الجبهة الإسلامية للإنقاذ فعاشت في تقشف الانقلاب العسكري الذي قام في البلاد الذي تحول إلى حرب أهلية في عام 1992. القوات العسكرية في تلك البلدان يمكن أن تستخدم سلطتها بطرق غير ديمقراطية من أجل حماية العلمانية.
الخوف من استيلاء الاحزاب الإسلامية عبر العملية الديمقراطية أدى إلى اجراءات سلطوية ضد الاحزاب الإسلامية في بعض البلدان. «النظام السوري استطاع الاستفادة من خوف الناس من وصول الإسلاميين إلى السلطة لتبرير حملتهم الضخمة ضد الإخوان المسلمين في سورية.»  عندما طلب الدبلوماسيين الأمريكيين من الرئيس المصري حسني مبارك إعطاء مزيد من الحقوق للصحافة والتوقف عن إلقاء القبض على المفكرين، رفض حسني مبارك وقال إن: لو كنت لأفعل ما تسألني، سوف يستولي الأصوليون على الحكومة في مصر. هل تريد ذلك؟  أو عندما طلب الرئيس الاميركي بيل كلينتون من ياسر عرفات ترسيخ الديمقراطية في فلسطين في عام 2001، رد بمثل ما قاله حسني مبارك حبث قال حماس سوف تتولى السيطرة على الحكومة في فلسطين في ظل نظام ديمقراطي. معظم الحكام المستبدين في الشرق الأوسط يشيرون إلى خطر الأصولية الإسلامية من أجل تبرير الحكم الاستبدادي للحكومة في الساحة الدولية. في التقرير العالمي لموستوى الحرية لعام 2008 لمنظمة بيت الحرية، يبين أن العلاقة بين الاستبداد وخطر الأصولية الإسلامية في الشرق الأوسط أمر مكرر. وجود حركات ملتزمة بالإرهاب تحت راية الجهاد المسلح يشكل تهديدا لأمن الناس العاديين ويوفر ذريعة لإصدار قوانين الطوارئ الاستبدادية من قبل الحكام العازميين على مصادرة وقمع جميع المعارضة السياسية.

## حركات التجديد الإسلامي
يجادل المسلمون الليبراليون والمسلمون الحداثيون والمسلمون التقدميون بأن الحكم العلماني ضروري مع دور للإيمان في المجتمع المدني. لذلك، على عكس الكتاب مثل برنارد لويس الذين جادلوا بأن «العرب-المسلمين لا يتفقون مع الديمقراطية لأن المفاهيم المرتبطة بالديمقراطية مثل فصل الدين عن الدولة والحكومة التمثيلية والحرية غير معروفة داخل الإسلام والتقاليد السياسية العربية.»
آخرون مثل محمد عمارة يوحي بأن العلمانية «قد لا تكون متوافقة مع الإسلام» حيث يقول «نحن لا نرفض العلمانية لأنها قد تم استيرادها من الغرب. نحن بحاجة فقط إلى دراسة ظروفنا في ضوء ديننا الإسلامي الحنيف وطبيعته لمعرفة ما إذا كانت العلمانية تعني التقدم بالنسبة لنا بنفس الطريقة التي فعلت لأوروبا، أو ما إذا كانت من شأنها أن تكون غير مناسبة وضارة» 
النقاط الرئيسية للمناقشة:
- إن ليس هناك ما هو غير إسلامي حول فصل الدين عن شؤون الدولة.[64]
- إن الشريعة نظام مرن يمكن أن يتكيف وتستخدم المنطق.[20]
- إن محمد فقط يمكنه الحكم بموجب الحق الإلهي ومع ذلك فإنه تشاور مع الصحابة قبل اتخاذ عدة قرارات مما يتيح الآن العمل بعملية تشاور والتغيير.[20]
- إن مفهوم الخليفة أو آية الله كمرجعية دينية أو كزعيم ديني يعتبر من الابتكار وفكرة مستوردة من الكاثوليكية.[65]
- إن الحضارة الإسلامية كانت مبنية على أساس أن الإسلام دين التقدم والفكر والاجتهاد العلمي.[20]

## مواضيع مرتبطة
- الديمقراطية في الشرق الأوسط
- علمانية (صفة)
- العلمانية